# 구약성경

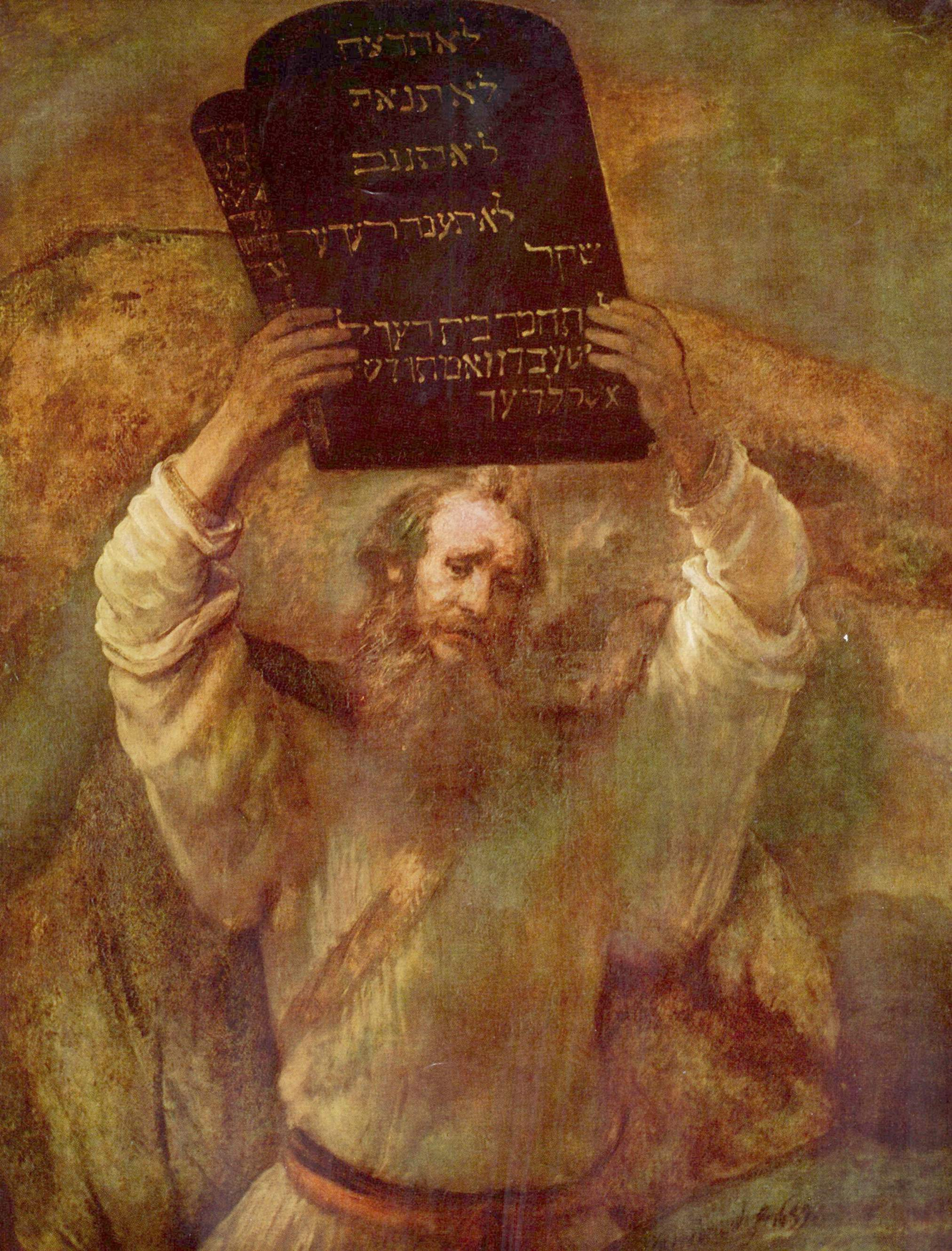

구약성경(舊約聖經, 히브리어: הברית הישנה, 라틴어: Vetus Testamentum, 영어: Old Testament, OT) 또는 구약성서(舊約聖書)는 예수 그리스도를 예언한 경전으로 '히브리성경'(Hebrew Bible)을 기독교 경전의 관점에서 가리키는 말이다. 명칭에 대한 논의가 있었으며 현재는 기독교와 이슬람교, 유대교의 중립적 용어로 히브리성경이라고 한다. 기독교에서 예수를 예언한 내용이라고 믿는 경전이다.
구약성경은 전통적으로 네 부분으로 구분한다. 그중 첫째 부분은 모세오경이다. 히브리성경에서는 토라라고 하며, 모세가 직접 받은 계시로 작성했다고 전해진다. 둘째 부분은 역사서이다. 역사서는 이스라엘 민족이 가나안을 정벌하는 것에서 바빌론 유수 사이의 기간을 다룬다. 셋째 부분은 지혜문학이다. 지혜문학은 시의 형식으로 쓰여졌는데, 선함과 악함이란 무엇인지에 대한 가르침을 담는다. 넷째 부분은 예언서이다. 예언서는 하느님의 길에서 벗어난 것에 대해 받을 결과에 대해 예언한다.

## 문헌사
구약성경의 가장 오래된 번역 사본은 현재 기원전 120년대의 사해사본이다. 사해사본 발견 이전 오랫동안 기원후 900년경의 마소라 본문이 알려졌으나, 이 사본의 본문 정확도는 연구자들이 신뢰하지 않았다. 1세기경의 사본을 발견하면서 마소라 사본과 비교한 후에 사본 정확도가 밝혀졌다.
사해사본 발견 이전까지 구약성경을 최종 편집한 기원전 400년경과 기원후 900년과는 무려 1,300년이라는 긴 시간적 차이가 나므로 본문 오류와 조작 가능성으로 사본의 정확도는 신뢰하기 어려웠다. 더욱이 구약성경의 히브리어 사본은 구약이 완성된 이후 1,400년이나 지난 기원후 1008년의 바빌로니쿠스 서판(Codex Babylonicus Petropalitanus)뿐이어서, 그때까지 성경학자들은 바벨로니아의  점토판이나 이집트의 파피루스를 유일한 자료로 활용했었다.
그러나 1954년 베두인 목동이 우연히 기원전 125년경쯤에 작성한 사해 사본을 발견하여서 원본과 차이를 275년으로 좁혀 놓았다. 40,000여 개의 사본 조각들을 편집해서 500여 권의 책을 재구성하였다. 이중 1/3이 구약성경이었고, 에스더서 일부를 제외한 구약성경 전체가 발견되었다. 더군다나 사해 사본과 1,000여 년의 간격을 두고 만들어진 마소라 본문과 비교하면, 이 둘 내용은 서로 일치한다.

## 명칭
5세기에 신약성경(NT)이 결정되면서 경전의 경계를 명확하게 구분짓기 위해 사용되기 시작한 명칭이었다. ‘구약’이란 말은 ‘옛 계약’이란 의미의 한자어이며, 기독교의 관점에서, 신약성경과 대비되는 신과의 ‘옛 계약’이 적힌 책이라는 의미로 쓰이므로, 유대인에게는 용인되지 않는다. 구약성경을 히브리 성경이라고도 한다. 구약성경은 율법서, 예언서 및 성문서 등으로 분류되며, 기독교 종파에 따라 분류 체계에 차이가 있다. 특히 정경으로 인정되는 39권 이외에 일부 낱권은 외경으로 분류하며 제2경전이라고도 한다. 이 외경 수용과 범위에 대해 동방교회와 서방교회의 차이가 있으며, 서방교회 내에서도 개신교와 천주교의 차이도 있다. 

### 유대교
"구약성경"은 기독교의 명칭이고, 유대교에서는 "타나크"라고 한다. 중립적인 용어로 '히브리 성경'으로 불린다. 기원전 1500년~400년 사이에 유대 민족의 구전 전승이 문자로 기록되었다는 것이 전통적인 입장이지만, 현대 성서학계에서는 실제 문헌 작성 연대를 훨씬 나중으로 이해한다. 토라(모세오경)의 경우에는 주로 유대왕국 후반부터 바빌론 유수기에, 케투빔(성문서)와 느비임(예언서, 선지서)의 경우에는 바빌론 유수기부터 예루살렘 귀환 이후에 작성된 것으로 추정된다. 그러나 현재의 히브리성경 내 24권의 모든 문서가 유대교의 경전으로서 공식적으로 인정받게 된 것은 기원후 70년 유대전쟁으로 예루살렘과 성전이 파괴된 이후 유대종교의 대부분의 유파가 사라지고 남은 유일한 유파인 바리새파가 유대교를 재형성하던 시기인 기원후 90년경의 얌니아 회의에서 결정하였다고 전한다. 그러나 반론으로 얌니아 회의는 바리새파의 유대교 형성을 위한 회의였으며, 특정한 문헌의 히브리성경 목록 추가 및 배제가 논의된 것이 아니라는 주장도 있다.
구약성경 목록 확정의 공식적인 증거 자료들은 2세기 이후에 비로소 나온다고 볼 수 있을 것이다. 작성 연대가 1세기 말로 추정되는 요세푸스의 아피온 반박에서 22권의 정경이 언급된다고 하지만 세부 목록이 구체적으로 제시되는 것은 아니며, 역시 1세기 말 작성으로 추정되는 에스드라 2서에서는 24권(기독교에서는 39권)의 현 히브리성경와 같은 책 숫자가 언급되지만 역시 문헌 이름들이 구체적으로 제시되지는 않는다. 2세기에 작성된 것으로 추정되는 '바바 바트라'에서 히브리성경 24권의 목록이 전체적으로 처음 언급된다. 하지만 비슷한 시기에 사르디스(사데)의 주교인 '멜리토'가 팔레스타인 지역을 여행한 후 소개한 '그들의 성경' 22권과의 목록과의 상이성을 보면(에스더는 배제되고 지혜서가 포함된), 2세기경 결정되었다고 주장되는 히브리성경 목록이 당시 유대인 사회에서 보편적으로 통용되었다는 주장에 대해서 의구심이 제기될 수 있다. 또 다른 관점에서 본다면, 멜리토 이전의 초대교회가 당시 유대교의 정경 결정에 대해서 큰 관심을 두지 않았다고도 볼 수 있을 것이다.
이러한 구약성경의 각 문헌들이 언제, 어떻게 만들어졌는지에 대해서는 전통적인 증언에 주로 의존해 왔지만(벤 시락의 집회서나 에스라 등의 증언), 성서학계의 연구는 여러 갈래의 전승들이 본문 비평을 통해 다양한 기록자에 의해서 기록, 채색되었고, 지역 및 시대에 따라서 다른 갈래의 문서들이 만들어졌다고 추정한다. 히브리어 전통을 보존했던 팔레스타인의 바리사이파 랍비들은 그렇지 못했던 다른 지역의 유대인들에 비해 신학적인 우월성을 가지게 되었고, 시간이 지나면서 이들 세력이 지지하는 문서와 그 목록이 경전성을 인정받게 되었다.
얌니아 회의 이후 이들 세력의 지지를 받지 못한 문서들이 유대교 안에서 경전성을 배제당하는데, 히브리 사상의 충실한 반영과 신뢰성 있는 히브리어 원문의 존재 유무가 가장 핵심적인 경전성 결정의 기준이었다. 이전까지 디아스포라 유대인과 새롭게 발전하는 기독교 세력이 사용하던 그리스어 번역 성경인 70인역을 얌니아 회의 이후 유대교 바리새파에서 사용을 중지하였다. 얌니아 회의에서 인정된 히브리어 성경인 히브리성경의 내용적 차이의 문제와, 히브리어 원문이 없이 그리스어 번역본만 존재하는 문헌들도 있어 그 출처의 신뢰성을 의심받았고, 결국 유대교 안에서 축출당하였다. 70인역을 대신하여 유대교는 히브리어를 모르는 디아스포라 유대인들을 위해 히브리성경을 대본으로 하여 아퀼라역을 새롭게 번역하였다.

### 기독교
기독교에서는 히브리성경을 '구약'이라고 부르는데, 이는 382년에 로마 공의회에서 새롭게 정한 경전들을 '신약(New Testament)'이라고 부르기로 397년 카르타고 공의회에서 결정했기 때문이다. 초창기의 기독교는 유대교의 한 분파로서 역사에 등장하였고, 따라서 '신약성경'으로 분류된 문헌 안에서 언급된 "성경"이라는 모든 표현은 곧 '구약성경'을 의미한다. 그러나 기독교의 경우에는 그리스어 문화권의 디아스포라 유대인 세력과 이방인들을 중심으로 성장하였고, 따라서 디아스포라 유대인이 신앙을 유지하기 위해 히브리어 성경을 그리스어로 번역하여 사용했던 70인역이 그대로 기독교의 경전이 되면서 외경 논란의 화근이 되었다. 내부적으로 높은 권위를 인정되던 주요 문헌들이 70인역을 주로 인용하였기에 기독교의 호교론적 입장에서는 불가피한 선택이었다.

#### 초기 기독교의 구약 목록
문헌상으로 증명되는 최초의 정리된 기독교 구약 목록은 2세기 후엽의 인물인 사르디스(사데)의 감독인 멜리토의 편지로서 에우세비우스의 '교회사'에 수록된 것이다. 좁은 성경 목록이라고 부르는 유대교 구약성경 목록에 가깝지만, 에스더가 빠져있고 2경전에 해당하는 솔로몬의 지혜서가 들어가 있다는 차이점이 주목할 만하다.  이후 오리게네스의 헥사플라나 아타나시우스의 부활절 서신 등에서도 이러한 독특한 기독교의 좁은 성경 목록의 경향성은 계속 이어졌다. 대체로 동방교회는 이러한 '좁은 성경 목록'의 입장을 보인 교부들이 많은 편이었다.
문헌상으로는 멜리토의 것처럼 정리된 목록이 별도로 존재하지 않으나, 다수의 초대교회 교부들은 일부 구약의 외경이나 위경들도 성경으로서 거리낌 없이 인용하는 이른바 '넓은 성경 목록'의 입장에 선 경우도 있다. 그리고 점차 시간이 흐르면서 이 입장들은 교회 내적으로 정리되어 나가기 시작하였다.

#### 보편 교회의 구약정경과 외경
특히 4세기에 기독교가 로마 제국에게 공인된 이후, 교리와 제도, 신학이론은 보편 교회의 기틀을 형성하였다. 급격히 교세가 확장되면서 로마 제국이 로마 지역에서 콘스탄티노플로 천도하는 상황에서 신약성경을 포함한 경전 확립의 필요성이 요청된 4세기 후엽에는 절실한 상황이 되었다. 당시에 경전의 확정 작업이 막바지에 이르면서, 특히 예루살렘의 키릴로스는 구약 부분에서 90년 유대교의 얌니아 회의 결과에 따르는 히브리어 경전 본문과 그 목록의 우월성을 주장하였으며, 특히 기원전 2세기 전후에 작성된 문헌들을 헬라 문화를 수용한 이후의 문헌으로 보고 이 문헌들을 '외경'(아포크리파)으로 분류하여 정경에서 배제하였는데, 이는 향후 동방교회 교부들.. 나지안조스의 그레고리오스나  아타나시우스등의 지지를 받았으며, 동방교회로 유학한 루피누스나 히에로니무스같은  서방교회의 일부 저명한 신학자들도 이 주장에 찬성하는 입장에 섰다.  
하지만 북아프리카 알렉산드리아 교회 지역의 히포의 아우구스티누스를 중심으로 라틴어 권역의 호교론자들은 70인 역을 따르는 초대교회의 전통을 옹호하며 유대교의 이 '외경'들을 정경으로서 여겼다. 397년 북아프리카의 서부 도시였던 카르타고 공의회에서 유대교에게는 인정되지 않은 그리스어 번역본 전체의 경전성을 인정하며, 이 외경을 '구약성경'의 일부로 인정하였다.
그러나 이후에도 동방교회에서는 한동안 이 결정을 받아들이지 않았다. 사실상 동방교회와 서방교회의 성서관은 분리되었으며, 이는 교회의 이질화를 점차 심화시켰다. 동방교회는 이 '외경'들을 '경독서'라고 하여, 교회 안에서 성경 말씀으로 봉독은 하지만 교리는 도출하지 않는 전통을 만들어 유대교의 구약과 그 권위를 차등화시켰다.  

#### 교회 대분열 이후 서방교회 구약
11세기에 헬라어 지역인 동방교회와 라틴어 지역인 서방교회로 나뉘는 교회 대분열이 발생했다. 대분열 이후, 동방교회는 추가적 보편 공의회의 개최 없이 기존 7차 보편 공의회의 교리와 신학 결정들을 수정 없이 따르며 교회의 변화를 거부하였다. 그러나 서방교회 지역은 '새로운 시대에는 새로운 교회의 전통이 요구된다'는 입장 아래 라테란 공의회를 시작으로 사회와 시대의 변화에 따르는 교회의 변화와, 그를 뒷받침할 신학적 재구성을 위해 라틴어로 진행하는 서방교회 만의 보편 공의회들을 추가적으로 열었다. 그리고 이 공의회들에서는 추가적인 신학이론과 교리 형성을 위해 외경을 이용하고 근거로서 사용하였다. 그러면서 외경에서 유래되는 가르침들의 경우 '교리' 레벨로 올리지 않고 '내적 전통'의 레벨로 남겨두었던 동방교회와의 차이점이 점차 나타나게 되었다.       

#### 서방교회 종교개혁 이후 구약
서방교회에서 외경에 대한 갈등이 본격적으로 대두된 것은 16세기의 종교개혁 시기였다. 특히 서방교회 개혁 찬성파였던 마르틴 루터는 신약성서와 구약성서의 각 문헌들 사이에 권위의 차이가 존재한다고 주장하면서(Kanon im Kanon), 이 중 구약정경 구성에 대해서는 유대교 구약 목록의 입장을 지지하였다. 칼뱅의 경우에도 서방교회의 구약정경 이해에 의문을 제기하면서 루터와 크게 다르지 않은 입장을 취하였다. 
그러나 천주교는 1545년의 트리엔트 공의회를 통해 기존 정경 목록에 대한 도전적인 주장들을 모두 일축하였고, 과거에 반대파에 의해 '외경'으로 분류되기도 하였던 일부 문헌들에 대하여 다른 성경 문서들과의 동등한 수준의 경전성을 공식적으로 재확인하였다. 이 결정에 대하여 종교개혁 세력은 거세게 반발하였고 천주교는 종교개혁자 세력들에 대하여 교회 안에서 파문을 선언했다. 결국 종교개혁자 세력은 현재의 개신교로 등장하게 되었다. 개신교회에서는 구약에서 유대교 성경 목록을 따라 외경의 정경성을 부인하고 히브리성경 24권을 재분류한 39권의 독자적인 구약정경의 목록을 확립하고 외경을 구분하였다.
개신교의 외경에 대한 견해는 교단들의 신학사상에 따라 의견을 달리한다. 공교회주의를 따르는 개신교 종파인 루터교나 성공회, 감리교회, 구세군, 일부 성결교회 등은 외경에 대해 '교리를 도출하는 근거가 되기는 어렵지만 신앙에는 유익한 문서'로 권장했던 아타나시우스나 히에로니무스의 입장에 가까운 편이다. 부록에 달린 외경을 예배 시에 봉독하지 않지만, 신도들의 독서를 금하지는 않는다. 성공회는 구약 외경을 준정경으로 인정하여 봉독하기도 하면서 우호적인 입장을 보였다. 그러나 개혁주의를 따르는 개혁교회와 장로교회, 침례교회, 조합교회 등 칼뱅주의를 바탕으로 결정한 웨스트민스터 신앙고백의 신학적 영향을 많이 받은 개신교 교단들은 외경에 대하여 아무 가치도 인정하지 않으며, 교회 내 독서도 금지한다. 
대한민국 개신교 성경편찬처인 '대한성서공회'의 성경번역본 구약성경에서 외경은 참조문헌 정도이다. 예배 시 사용하는 한글 성경번역본인 '개역개정 성경전서', '새번역 성경전서'에는 외경이 없으며, 교육용으로 사용하는'공동번역 성서'에만 부록으로 외경이 실려있다.

### 구약 전승의 특성과 구전전승
1. 구약 전승의 특성  1) 신명기 전승(Deuteronomy, 약자로 'D')  모세의 설교 형식의 많은 권고로 만연체의 장황한 문장, 특유의 어휘와 표현들, 하나님과 맺은 계약을 신실하게 지키라는 간절한 호소를 담고 있다. 이는 오경의 다른 책들에서 발견할 수 없는 '신명기의 특징적 문체'이다.  2) 제사장 문서(Priestly Documents, 약자로 'p')  제사장 문서는 정교하게 다듬어진 문학 양식, 특이한 어휘와 문구 그리고 고유의 신학적 입장에 의해 다른 전승과 차별화 된다.  3) 고대 서사시(Old Epic Tradition)  오경에서 신명기와 제사장 문서를 제외한 나머지 부분들의 자료이다. 생생한 이야기 전달 기법과 인간에 대한 상당한 관심을 그 특징으로 한다.
2. 구전전승   1) 공적의미 : 역사가는 자기 자신에게나 자기가 속한 공동체에게 의미있고 역사적으로 중요한 사건들을 선택하여 기록한다. 따라서 그 공동체 안에 있는 사람이라면 누구나 알 수 있는 공적 의미를 갖는다. 예를 들어 출애굽 사건을 공적 의미로 봤을 때, 이집트의 노예집단이 파라오의 압제에서 벗어나 해방된 정치적 사건으로 볼 수 있다.  2) 신앙적 의미 : 이스라엘의 역사를 정치적 차원에서가 아닌 신성한 의미가 가득 찬 사건으로 보는 것이다. 예를 들어, 출애굽은 단순히 이스라엘 망명자들이 이집트의 노예 생활에서 해방된 사건이 아니라 혼돈 속에 있는 그들을 하나님의 백성으로 만드시는 하나님의 구원과 창조의 사건이었다.  출처 : 버나드 W. 앤더슨  - 구약성서탐구, CLC, 2017,

### 사해 문서의 발견
1946년에 발견된 사해 문서에서 헬라어 번역본인 70인역 헬라어로만 전해진 문서들 중에서 히브리어 문서가 있었을 것이라고 추측하던 토빗기 등의 히브리어 판본을 발견하면서  히브리어 원문을 확인했다. 이 발견으로 에세네파에서 히브리어 원문을 보존했다고 하지만 에세네파에서 외경(제2경전)을 정경으로 수용했다는 의미는 아니다. 
예루살렘 성전 파괴 이후 90년 경 열린 바리새파가 유대교를 재정립하던 회의였던 얌니아 회의에서 히브리성경의 정경 기준을 세웠고, 외경을 정경에서 제외했다. 하지만 초기 기독교는 성경으로 헬라어 70인 역을 보았기에, 외경과 정경의 구분 없이 사실상 외경도 성경으로서 사용되었으며, 지역교회에 따라 통용되는 경전 목록이 다른 경우도 있었다. 이후 경전의 교회 내 표준화 과정에서 대체로 서방교회는 초기 기독교의 전통을 반영하여 외경도 경전으로서 인정하는 '넓은 성경'의 입장에, 동방교회는 유대교 측의 관점을 수용하여 외경의 경전성을 부정하는 '좁은 성경'의 입장에 기울었다. 
현재는 천주교회만이 외경을 제2경전으로 교리와 신학을 위한 문헌으로 삼는다. 동방정교회는 제2경전이나 비표준 경전으로 칭하며 독서는 가능하나 교리와 신학에 적용하지 않는 전통을 가진다. 개신교는 성공회의 경우 준정경이라고 보아 동방 정교회와 비슷한 관점을 가져, 독서는 가능하나 교리와 신학에는 적용하지 않는다. 루터교 측은 교회 내 독서도 하지 않으나 신앙을 위해 읽어서 좋은 경건문학 정도로 본다. 칼뱅 신학을 따르는 개혁교회와 침례교는 외경은 다른 인간의 저작물과 다르지 않고, 기독교 신앙에 아무런 가치가 없다고 보며, 교회 내 사용을 강력하게 배척한다. 
70년 예루살렘 파괴가 일어나기 전 작성한 사해사본에서 나온 에세네파의 정경 목록은 성전 파괴 이후인 90년에 마련한 바리새파의 히브리성경 분류법 및 목록에는 차이가 있다. 에스테르(에스더)는 정경에 없으며, 개신교에서 위경인 에녹서와 희년서, 외경인 예레미야의 편지가 정경 목록에 포함된다. 그러나 이 것은 에쎄네파가 직접 정경 목록을 제시한 것이 아니라, 후대의 성경 학자들이 몇가지 보편적 기준을 세워서 추론해 낸 것이다.
이에 따라 지금까지 성경학계에서 일반적으로 동의하고 있는 에세네파 정경(현재까지 연구중) 목록을 정리하면 다음과 같다. 쿰란 사본 4QMMT에서 제시된 4분류 법을 따른다.
1. 모세의 책들 : 창세기, 탈출기(출애굽기), 레위기, 민수기, 신명기, 성전 두루마리
2. 역사서 : 여호수아, 판관기(사사기), 사무엘, 열왕기, 역대기, 룻기, 에즈라 브레켐야(에스라+느헤미야), 희년서
3. 예언자의 책들 : 이사야, 예레미야(+애가, 편지), 에제키엘(에스겔), 열두 소선지서, 욥기, 잠언, 아가서, 전도서, 다니엘, 에녹 1서, 
4. 시편

## 구성
유대교의 히브리성경와 개신교의 구약성경은 분류법은 서로 다르나, 기본 골격과 다루는 내용은 같다. 그러나 동방정교회와 천주교회의 경우 여기에 제2정경을 성문서 범주에 더 추가하여 정경으로 인정한다. 개신교의 경우 39권, 천주교회에서는 46권, 동방정교회에서는 49~50권으로 분류하고 있다.
아래의 표에서 비어있는 것은 성경의 경전에 속하지 않은 것을 뜻한다.
| 히브리성경 (히브리어 성경) (24권) 굵게 표시된 책은 케투빔의 일부임. | 개신교 구약성경 (39권) | 천주교 구약성경 (46권)       | 동방 정교회 구약성경 (50권) | 원어                  |
| ------------------------------------------------------------------- | ---------------------- | ---------------------------- | --------------------------- | --------------------- |
| 토라                                                                | 모세5경                | 모세5경                      | 모세5경                     |                       |
| 베레쉬트                                                            | 창세기                 | 창세기                       | 창세기                      | 히브리어              |
| 쉐모트                                                              | 출애굽기               | 탈출기                       | 출애굽기                    | 히브리어              |
| 바이크라                                                            | 레위기                 | 레위기                       | 레위기                      | 히브리어              |
| 베미드바르                                                          | 민수기                 | 민수기                       | 민수기                      | 히브리어              |
| 데바림                                                              | 신명기                 | 신명기                       | 신명기                      | 히브리어              |
| 네비임                                                              | 역사서                 | 역사서                       | 역사서                      |                       |
| 예호슈아                                                            | 여호수아               | 여호수아기                   | 여호수아                    | 히브리어              |
| 쇼프팀                                                              | 사사기                 | 판관기                       | 판관기                      | 히브리어              |
| 루트                                                                | 룻기                   | 룻기                         | 룻기                        | 히브리어              |
| 쉐무엘                                                              | 사무엘상               | 사무엘기상                   | 사무엘상                    | 히브리어              |
| 쉐무엘                                                              | 사무엘하               | 사무엘기하                   | 사무엘하                    | 히브리어              |
| 메라킴                                                              | 열왕기상               | 열왕기상                     | 열왕기상                    | 히브리어              |
| 메라킴                                                              | 열왕기하               | 열왕기하                     | 열왕기하                    | 히브리어              |
| 디브레이 하이야밈                                                   | 역대기상               | 역대상                       | 역대기상                    | 히브리어              |
| 디브레이 하이야밈                                                   | 역대기하               | 역대하                       | 역대기하                    | 히브리어              |
|                                                                     |                        |                              | 에스드라 1서                | 히브리어              |
| 에즈라 - 느헤므야                                                   | 에스라                 | 에즈라기                     | 에즈라                      | 히브리어와 아람어     |
| 에즈라 - 느헤므야                                                   | 느헤미야               | 느헤미야기                   | 느헤미야                    | 히브리어              |
|                                                                     |                        | 토빗기                       | 토비트                      | 아람어 (및 히브리어?) |
| 유딧기                                                              | 유딧                   | 히브리어                     |                             |                       |
| 에스테르                                                            | 에스더                 | 에스테르기                   | 에스델                      | 히브리어              |
|                                                                     |                        | 마카베오기상 (1 Machabees)   | 마카베오 제1서              | 히브리어              |
| 마카베오기하 (2 Machabees)                                          | 마카베오 제2서         | 그리스어                     |                             |                       |
|                                                                     | 마카베오 제3서         | 그리스어                     |                             |                       |
| 에스드라 제2서                                                      | 그리스어?              |                              |                             |                       |
| 마카베오 제4서                                                      | 그리스어               |                              |                             |                       |
| 케투빔                                                              | 지혜서                 | 지혜서                       | 지혜서                      |                       |
| 이요브                                                              | 욥기                   | 욥기                         | 욥기                        | 히브리어              |
| 테힐림                                                              | 시편                   | 시편                         | 시편                        | 히브리어              |
|                                                                     |                        |                              | en:Prayer of Manasseh       | 그리스어              |
| 미스레                                                              | 잠언                   | 잠언                         | 잠언                        | 히브리어              |
| 코헤레트                                                            | 전도서                 | 코헬렛                       | 전도서                      | 히브리어              |
| 쉬르 핫쉬림                                                         | 아가                   | 아가 (Canticle of Canticles) | 아가 (Aisma Aismaton)       | 히브리어              |
|                                                                     |                        | 지혜서                       | 지혜서                      | 그리스어              |
| 집회서 (Ecclesiasticus)                                             | 집회서                 | 히브리어                     |                             |                       |
| 네비임                                                              | 대예언서               | 대예언서                     | 대예언서                    |                       |
| 예샤으야후                                                          | 이사야                 | 이사야서                     | 이사야                      | 히브리어              |
| 이르메야후                                                          | 예레미야               | 예레미야서                   | 예레미야                    | 히브리어와 아람어     |
| 에카                                                                | 애가                   | 애가                         | 애가                        | 히브리어              |
|                                                                     |                        | 바룩서                       | 바룩                        | 히브리어              |
| 예레미야의 편지                                                     | 그리스어 (다수의 관점) | 바룩서                       |                             |                       |
| 예헤즈켈                                                            | 에스겔                 | 에제키엘서                   | 에제키엘                    | 히브리어              |
| 다니옐                                                              | 다니엘                 | 다니엘서                     | 다니엘                      | 히브리어와 아람어     |
|                                                                     | 소예언서               |                              |                             |                       |
| 소예언서                                                            | 호세아                 | 호세아서                     | 호세아                      | 히브리어              |
| 소예언서                                                            | 요엘                   | 요엘서                       | 요엘                        | 히브리어              |
| 소예언서                                                            | 아모스                 | 아모스서                     | 아모스                      | 히브리어              |
| 소예언서                                                            | 오바댜                 | 오바드야서                   | 오바디야                    | 히브리어              |
| 소예언서                                                            | 요나                   | 요나서                       | 요나                        | 히브리어              |
| 소예언서                                                            | 미가                   | 미카서                       | 미가                        | 히브리어              |
| 소예언서                                                            | 나훔                   | 나훔서                       | 나훔                        | 히브리어              |
| 소예언서                                                            | 하박국                 | 하바쿡서                     | 하바꾹                      | 히브리어              |
| 소예언서                                                            | 스바냐                 | 스바니야서                   | 스바니야                    | 히브리어              |
| 소예언서                                                            | 학개                   | 하까이서                     | 하깨                        | 히브리어              |
| 소예언서                                                            | 스가랴                 | 즈카르야서                   | 즈가리야                    | 히브리어              |
| 소예언서                                                            | 말라기                 | 말라키서                     | 말라기                      | 히브리어              |

### 제2경전 혹은 외경
- 토비트
- 유딧
- 마카베오 상
- 마카베오 하
- 지혜서
- 집회서 (예수 벤 시락서)
- 바룩(6장:예레미야의 편지)
- 에스델에 첨가
  - 모르드개의 꿈
  - 임금에 대한 음모
  - 아하스에로스왕의 조서
  - 모르드개의 당부
  - 모르드개의 기도
  - 에스델의 기도
  - 에스델이 왕 앞에 나아가다
  - 아하스에로스왕의 2차 조서
  - 모르드개의 꿈 해석
- 다니엘에 첨가
  - 세 아이들의 노래
  - 수산나의 역사
  - 벨과 용

(이외 가톨릭에서 제2경전으로 인정되지 않은 제1, 2에스드라서도 외경으로 분류된다.)

## 구약성경의 인물과 족보
- 구약성경의 인물

## 같이 보기
- 신약성경
- 타나크

### 주해
1. ↑  히브리어 성경의 24권은 개신교 구약성경의 39권과 동일한 내용을 담고 있다. 몇 가지 차이는 책의 배열 순서와, 소선지서를 다루는 방식에서 발생한다. 소선지서의 경우 개신교 성경에서는 12권으로 각각 나눈 반면, 히브리 성경에서는 한 권으로 다룬다. 이와 마찬가지로 개신교 구약성경에서 사무엘상하, 열왕기상하의 네 권으로 나누는 책을 히브리 성경에서는 두 권의 책으로 나눈다. 역대기 역시 한 권으로 다루어 개신교와 차이가 있다.
2. 1 2 3 4 5 6 7 8 9 10 11  This book is part of the 케투빔, the third section of the Jewish canon. They have a different order in Jewish canon than in Christian canon.
3. 1 2 3 4  The books of Samuel and Kings are often called First through Fourth Kings in the Catholic tradition, much like the Orthodox.
4. 1 2 3 4 5 6  Names in parentheses are the Septuagint names and are often used by the Orthodox Christians.
5. 1 2 3 4 5 6 7 8 9 10 11  One of 11 deuterocanonical books in Russian Synodal Bible.
6. ↑  2 Esdras in Russian Synodal Bible.
7. 1 2  Some Eastern Orthodox churches follow the 칠십인역 and the Hebrew bibles by considering the books of en:Ezra and Nehemiah as one book.
8. ↑  1 Esdras in Russian Synodal Bible.
9. 1 2  The Catholic and Orthodox Book of Esther includes 103 verses not in the Protestant Book of Esther.
10. 1 2  The 불가타, 두에-랭스 성경, and en:Revised Standard Version Catholic Edition place First and Second Maccabees after Malachi; other Catholic translations place them after Esther.
11. ↑   In Greek Bibles, 4 Maccabees is found in the appendix.
12. ↑  Eastern Orthodox churches include 시편 151장 and the en:Prayer of Manasseh, not present in all canons.
13. ↑  Part of 2 Paralipomenon in Russian Synodal Bible.
14. 1 2  In Catholic Bibles, Baruch includes a sixth chapter called the 예레미야의 편지. Baruch is not in the Protestant Bible or the Tanakh.
15. ↑   Eastern Orthodox Bibles have the books of Baruch and the Letter of Jeremiah separate.
16. ↑   히브리어 (minority view); see 예레미야의 편지 for details.
17. 1 2  In Catholic and Orthodox Bibles, Daniel includes three sections not included in Protestant Bibles. en:The Prayer of Azariah and Song of the Three Holy Children are included between Daniel 3:23-24. Susanna is included as Daniel 13. en:Bel and the Dragon is included as Daniel 14. These are not in the Protestant Old Testament.